# Sommersdorf (Poméranie occidentale)
Sommersdorf (littéralement: village d'été) est une commune rurale allemande de l'arrondissement du Plateau des lacs mecklembourgeois appartenant à l'État du Mecklembourg-Poméranie-Occidentale.

## Géographie
Sommersdorf se trouve à environ douze kilomètres au nord de Stavenhagen et à dix-sept kilomètres au sud de Demmin. Le territoire de la commune est bordé par la rive est du lac de Kummerow. Le hameau de Neu Sommersdorf fait partie de la commune, en plus du village-même de Sommersdorf.

## Histoire
Le village a été mentionné en 1222. Le manoir a été longtemps la possession de la famille von Maltzahn.

## Personnalités liées à la ville
- Bogislav von Heyden-Linden (1853-1909), général né à Neusommersdorf.